# Spanistoneura acrospodia
Spanistoneura acrospodia är en fjärilsart som beskrevs av Diakonoff 1982. Spanistoneura acrospodia ingår i släktet Spanistoneura och familjen vecklare. Inga underarter finns listade i Catalogue of Life.